# Hoxel
Hoxel ist ein Dorf und Ortsbezirk der verbandsfreien Gemeinde Morbach im Landkreis Bernkastel-Wittlich in Rheinland-Pfalz. Er hat circa 600 Einwohner (2019).

## Geographie

### Geographische Lage
Der Ort am Rande des Idarwaldes im Hunsrück liegt etwa 520 Meter über NN. In der Nähe befindet sich das Hoxeler Viadukt an der Hunsrückquerbahn. Zu Hoxel gehört auch der Wohnplatz Forsthaus Hoxel.

### Nachbargemeinden
Hoxel ist mit den benachbarten Morbacher Ortsbezirken Morscheid-Riedenburg und Wolzburg eng verwoben und bildet mit ihnen den sogenannten „Balkan“. Weitere Nachbar-Ortsbezirke sind Gutenthal im Norden und Odert im Nordwesten.

## Geschichte
Hoxel wurde erstmals als Huscor im Jahre 1281 urkundlich erwähnt, als es an den Erzbischof von Trier verpfändet wurde. Spätere Schreibweisen waren Huxlar (1315), Hoxhülle (1456) und Hossel (1561).
Das Linke Rheinufer wurde 1794 im ersten Koalitionskrieg von französischen Revolutionstruppen besetzt. Von 1798 bis 1814 war Hoxel ein Teil der Französischen Republik (bis 1804) und anschließend des Napoleonischen Kaiserreichs, zugehörig dem Saardepartement. Auf dem Wiener Kongress (1815) kam die Region an das Königreich Preußen, der Ort wurde 1816 dem Regierungsbezirk Trier, Bürgermeisterei Morbach (ab 1927 Amt Morbach, ab 1968 Verbandsgemeinde Morbach) zugeordnet.
An der 1902/03 eingeweihten und bis 1976 betriebenen Hunsrückquerbahn erhielt Hoxel eine eigene Bahnstation. Diese Anbindung förderte einen wirtschaftlichen Aufschwung des Ortes.
Nach dem Ersten Weltkrieg gehörte das Gebiet zum französischen Teil der Alliierten Rheinlandbesetzung. Nach dem Zweiten Weltkrieg wurde Hoxel innerhalb der französischen Besatzungszone Teil des damals neu gebildeten Landes Rheinland-Pfalz.
Am 31. Dezember 1974 wurde aus der bis dahin eigenständige Ortsgemeinde Hoxel mit zu diesem Zeitpunkt 517 Einwohnern und den anderen 18 Ortsgemeinden der Verbandsgemeinde Morbach die verbandsfreie Gemeinde Morbach (Einheitsgemeinde) gebildet.

## Politik

### Ortsbezirk
Hoxel ist gemäß Hauptsatzung einer von 19 Ortsbezirken der Gemeinde Morbach. Er wird politisch von einem Ortsbeirat und einem Ortsvorsteher vertreten.
Der Ortsbeirat von Hoxel besteht aus elf Mitgliedern, die bei der Kommunalwahl am 9. Juni 2024 in einer Mehrheitswahl gewählt wurden, und dem ehrenamtlichen Ortsvorsteher als Vorsitzendem.
Marco Thees wurde am 20. August 2019 Ortsvorsteher von Hoxel. Da bei der Direktwahl am vorangegangenen 26. Mai kein Wahlvorschlag eingereicht wurde, oblag die Neuwahl gemäß rheinland-pfälzischer Gemeindeordnung dem Ortsbeirat. Dieser entschied sich einstimmig für Thees. Bei der nächsten Direktwahl am 9. Juni 2024 wurde Thees als einziger Bewerber mit einem Stimmenanteil von 87,21 % für weitere fünf Jahre in seinem Amt bestätigt.
Sein Vorgänger Achim Zender hatte das Amt 25 Jahre ausgeübt.

### Wappen
Im Wappen von Hoxel wird der rote Grund von einer blauen Pflugschar auf einem silbernen Quadrat im Schildfuß und einer grünen Fichte auf silbernen Quadrat im Kopf, in den lateinischen Buchstaben »H« aufgeteilt. Fichte und Pflug symbolisieren Wald- und Landwirtschaft, das rote »H« steht für den Anfangsbuchstaben von Hoxel.